# Мазепа. Made in Ukraine
Мазепа. Made in Ukraine — Всеукраїнський культурологічний проект громадського руху «Не будь байдужим!» (НББ), який тривав з вересня 2008 року до липня 2009-го, направлений на привернення уваги широких кіл громадськості, передусім школярів 8-11 класів, у різних регіонах України до постаті Івана Мазепи. Заходи присвячувалися 300-річчю з початку повстання на чолі з гетьманом Іваном Мазепою, 300-річчю Батуринської трагедії, 300-річчю Полтавської катастрофи, а також 370-річчя з дня народження і 300-річчя з дня смерті гетьмана. Проект складався з двох сегментів:
1. Дійство у Палаці спорту за участю модельєрки Оксани Караванської, атлета Василя Вірастюка, письменниці Оксани Забужко, музичного критика Юрка Зеленого, олімпійської чемпіонки Ірини Мерлені[джерело?], гуртів «ВВ», «ТНМК», «Mad Heads» (м. Київ, 4 жовтня 2008 р).
2. Всеукраїнський конкурс творів серед учнів 8-11 класів на тему «Хто для мене Іван Мазепа?» (серпень 2008 — червень 2009).[5][6]

Мета проекту: відкрити новий погляд на видатного українця Івана Мазепу, спростувати негативні стереотипи в свідомості українців щодо державника, заохотити молодь замислитися над білими плямами в історії України, показати Мазепу як людину, а не як політика.

## Початок проекту
Київ, старт загальнонаціонального проекту «Мазепа. Made in Ukraine» — 18 серпня 2008 року.
Серпень 2008-вересень 2008 — запуск промокампанії. Інформування через прес-конференції та спілкування координаторів з закладами освіти про початок Всеукраїнського конкурсу творів «Хто для мене Іван Мазепа?» (2 тисячі шкіл у 41-му місті України; 10 прес-конференцій у прес-клубах та управліннях освіти в Києві, Симферополі, Луганську, Донецьку, Харкові, Одесі, Рівному, Хмельницькому, Дніпропетровську, Полтаві).
Журналіст та громадський діяч Сергій Пархоменко-Багряний їздив з активістами НББ по містах України і інформував громадськість про акцію, а також безкоштовно роздавали книгу Ольги Ковалевської «Іван Мазепа в запитаннях і відповідях», яку Міністерство освіти і науки схвалило для використання в навчальних закладах. У вересні відвідали Запоріжжя і Дніпропетровськ.
10 вересня 2008 прес-конференція в Дніпропетровську за участю Пархоменко-Багряного, координаторки НББ у Дніпропетровську Надії Кууск та журналіста журналу «Український тиждень» Ігоря Кручика.

## Концерт у Палаці спорту
4 жовтня 2008 року відбулася спортивно-мистецька акція ННБ в київському Палаці Спорту, яка складалася з кількох частин.
Спочатку з 13-ї до 17-ї години відбулося змагання з кіокушинкай карате на Кубок Івана Мазепи під егідою Української організації кіокушинкай карате. У ньому взяли участь 80 спортсменів з 15 клубів країни. Перше місце посіла команда Києва.
Одночасно зі змаганням в холлах перукарі-знавці старовини, які приїхали зі Львова, робили безкоштовно всім охочим барокові зачіски XVII—XVIII століть.
Потім відбулася прес-конференція, яка завершилася за кілька хвилин до початку концерту. У ній взяли участь:
- Олег Скрипка («ВВ»)
- Олександр Сидоренко та Олег Михайлюта («ТНМК»)
- Вадим Красноокий (Mad Heads XL)
- Олег Добко, сенсей, Українська організація кіокушинкай карате
- Сергій Іванюк, доцент Києво-Могилянської академії, головний редактор журналу «Однокласник»
- Оксана Левкова, виконавчий директор громадського руху «Не будь байдужим!».

Під час прес-конференції часописи «Музеї України» і «Нова Січ» спільно з акцією «Лідер народної довіри» вручили Оксані Левковій спеціальну відзнаку «Краща патріотична ініціатива 2008 року».
Після вручення нагород переможцям турніру з кіокушинкай карате відбувся рок-концерт за участю «ВВ», «Mad Heads», «ТНМК». Інтерактив з 6-ма тисячами відвідувачів.
«ВВ» та «Mad Heads» вперше долучилися до акцій НББ.
За словами Вадима Красноокого:
|                                                         | Готуючись до акції, я дізнався багато нового про Мазепу. Уявіть собі, саме цей гетьман тримав булаву найдовше з усіх! Він працював для добра країни, насамперед як меценат і високоосвічений владар. Сьогодні він на нашій валюті, і нам треба б знати про нього більше, як і про решту персонажів із української гривні. |
| — Вадим Красноокий на прес-конференції перед концертом. | |

Олег Скрипка каже:
|                                                     | Ми вперше беремо участь в акції руху "Не будь байдужим", та я давно стежу за ними, і щасливий, що нарешті і ми долучились до руху. |
| — Олег Скрипка на прес-конференції перед концертом. | |

Митець Віктор Крук фотографував молодь, яка одягалася в розкішний одяг епохи гетьмана Мазепи (завдяки майстерні автентичного костюму «Шляхетний одяг»)[джерело?].
Роздача двох видів книжечок про життя і діяльність гетьмана, виданих волонтерами, (автори книг: одну підлітковим сленгом написали філологи Києво-Могилянки Києво-Могилянської Академії та Інституту журналістики КНУ ім. Шевченка; другу — рок-музикант Юрко Журавель (гурт «От Вінта!»)[джерело?].

## Конкурс учнівських творів «Хто для мене Іван Мазепа»
Конкурс проводився серед усіх учнів 8-11 (12-х) класів загальноосвітніх шкіл України. Його метою було "привернути увагу учнів до білих плям в історії України, спонукати їх до глибшого вивчення постаті гетьмана Івана Мазепи та його ролі в історії нашої держави, навчити дітей самостійно аналізувати, синтезувати класифікувати одержану інформацію, робити висновки, а також виявити здатність творчого підходу до викладення думок.
Організатори конкурсу: Всеукраїнська громадська організація «Не будь байдужим», інформаційні партнери — журнал «Український тиждень», інформаційний партнер — журнал «Однокласник». Ідею конкурсу підтримало Міністерство освіти і науки України.
Початок конкурсу — 18 серпня 2008 року, кінцевий термін реєстрації учасників — 15 вересня 2008 року, кінцевий термін збору творів — 31 жовтня 2008 року.
Координатори конкурсу діяли в 41 місті України, серед яких обласні та районні центри, а також місто Батурин. Однак, взяти участь в конкурсі могли й учні з усіх інших населених пунктів України. Учасники мали надіслати роботи через волонтерів НББ, або через їхній сайт.
Жовтень 2008 — лютий 2009 — робота журі із 50-ма тисячами анкет потенційних авторів творів, перечитування 8-ми тисяч творів, визначення 1110 переможців (фіналістів, призерів та суперпризерів). Склад журі: ст. наук. співробітник Інституту історії НАН України Ольга Ковалевська, доцент НаУКМА Сергій Іванюк.
Спочатку журі визначило 1000 творів-фіналістів, автори яких отримали диплома та футболки від НББ. Із них вибрали 100 творів-призерів, автори яких додатково отримали книжки та аудиодиски. Із них журі вибрало 10 переможців, які отримали суперпризи — 1000 грн. на придбання книжок у книгарні «Є».
7 березня 2009 р. — Урочисте нагородження 110 призерів та суперпризерів конкурсу творів «Хто для мене Іван Мазепа?» (м. Київ, книгарня «Є», вул. Лисенка, 3)

### Підсумки конкурсу
Конкурсна комісія проаналізувала близько 7000 робіт поданих на конкурс. Ці твори за напрямком думки можна розбити на кілька категорій:
- Автори трактують Мазепу як безперечно визначного державного діяча, поважну історичну постать, героя. Автори цих творів найчастіше цінували гетьмана за гарну освіченість і підтримку освіти в Україні, підтримку церкви та меценатство, турботу не лише про матеріальні. а й про духовні потреби народу[8].
- Автори не дають однозначної оцінки постаті Мазепи, відходячи від полярних категорій. Натомість вони замислюються, чому серед людей існують розбіжності в думках щодо цього історичного діяча[8].
- Автори третьої групи творів добре обізнані з літературою про гетьмана і, зіткнувшись з розмаїтістю думок про нього, розгубились у спробі дати власну оцінку цій постаті, хоча конкурс і не передбачав такої оцінки[8].
- Автори негативно оцінюють особистість Мазепі. Серед них є ті, які дають різноманітні пояснення таким своїм думкам. По цих творах видно, що автори переважно знайомі з російськомовними матеріалами Інтернету і не розглядали можливість інших джерел[8].

Суперпризери конкурсу
- Юлія Засименко, Миколаївська область
- Андрій Гвоздецький, місто Олександрія, Кіровоградська область
- Надія Дольна, село Степове, Миколаївська область
- Вероніка Пащенко, місто Кіровоград
- Надія Кудлович, місто Синельникове, Дніпропетровська область
- В'ячеслав Саранчук, село Прилиманське, Одеська область
- Владислав Рухайло, село Липовиця, Чернігівська область
- Світлана Селюх, місто Сімферополь
- Христина Цибах, місто Рівне
- Валентина Чиж, Чернігівська область

Кількість залучених до проекту журналістів в областях та Києві[джерело?]: 120
Кількість освітян: 260 чол.
Кількість дітей, які взяли участь у мазепіані: 50 тисяч
Розподіл активістів-координаторів по містах: Євгенія Сакал (Полтава, Суми, Кременчук, Лубни), Сергій Багряний (Запоріжжя, Бердянськ, Дніпропетровськ, Кривий Ріг, Чернігів, Батурин), Єгор Туренко та Павло Подобєд (Херсон, Миколаїв), Олег Майданюк та Інна Майданюк (Хмельницький, Кам'янець-Подільський, Старокостянтинів, Вінниця, Гайсин, Житомир, Бердичів, Луцьк, Ковель, Рівне, Костопіль), Валерій та Зоя Лебеді (Кіровоград, Олександрія, Черкаси, Шпола, Умань, Сміла), Ольга Ковалевська та Оксана Левкова (Київ, Фастів, Біла Церква), Харків, Сімферополь, Севастополь, Донецьк, Маріуполь, Луганськ, Сєвєродонецьк, Сімферополь, Одеса.

## Книжечки видані до проекту
Перша книжечка має назву «Іван Мазепа. Made in Ukraine». Написали її Катерина Поправка, Анастасія Левкова і Оксана Левкова. Науковим консультантом була Ольга Ковалевська. Над художній оформленням працювали Іванна Кучеренко та Євгенія Васильєва.
Другу книжечку, під назвою «Мазепа. Крок до правди», написав Юрій Журавель. Сам намалював до неї ілюстрації. Науковий консультант — Ольга Ковалевська.